# باشگاه فوتبال اشتال تاله
باشگاه فوتبال اس‌وی اشتال تاله یک باشگاه فوتبال آلمانی است که در شهر تاله، ایالت زاکسن قرار دارد.

## تاریخچه

### از حضور در اوبرلیگا تا قهرمانی جام حذفی آلمان شرقی
اس وی اشتال تاله که در آن زمان با نام بی‌اس‌جی تاله شناخته می‌شد، در سال ۱۹۵۰ به لیگ برتر آلمان شرقی یا اوبرلیگا راه یافت و بعد از پیروزی ۳–۱ در مقابل هیدریورک زیتز به مقام سوم رسید. آنها همان سال در مسابقات جام حذفی آلمان شرقی نیز موفق شدند به فینال برسند. دیدار نهایی در برلین شرقی انجام شد، جایی که آنها با نتیجه ۴ بر ۰ یکی از تیم‌های خوب اوبرلیگا به نام بی‌اس‌جی ارفورت را شکست دادند تا بتوانند اولین و تنها قهرمانی مهم تاریخ خود را بدست آورند.
اس وی اشتال تاله دارای بیش از ۴۰ تیم است که در دوازده رشته ورزشی در مسابقات شرکت می‌کنند.

## افتخارات

### جام حذفی
- جام حذفی آلمان شرقی
  - قهرمان: ۱۹۵۰